# Élections départementales de 2015 en Eure-et-Loir
Les élections départementales ont lieu les 22 et 29 mars 2015.

## Contexte départemental

### Situation politique
Jusqu'en 1986, le conseil général d'Eure-et-Loir est ancré à gauche, avec une forte présence d'élus du Parti radical, dont le président Maurice Viollette fut l'une des figures emblématiques au XXe siècle.

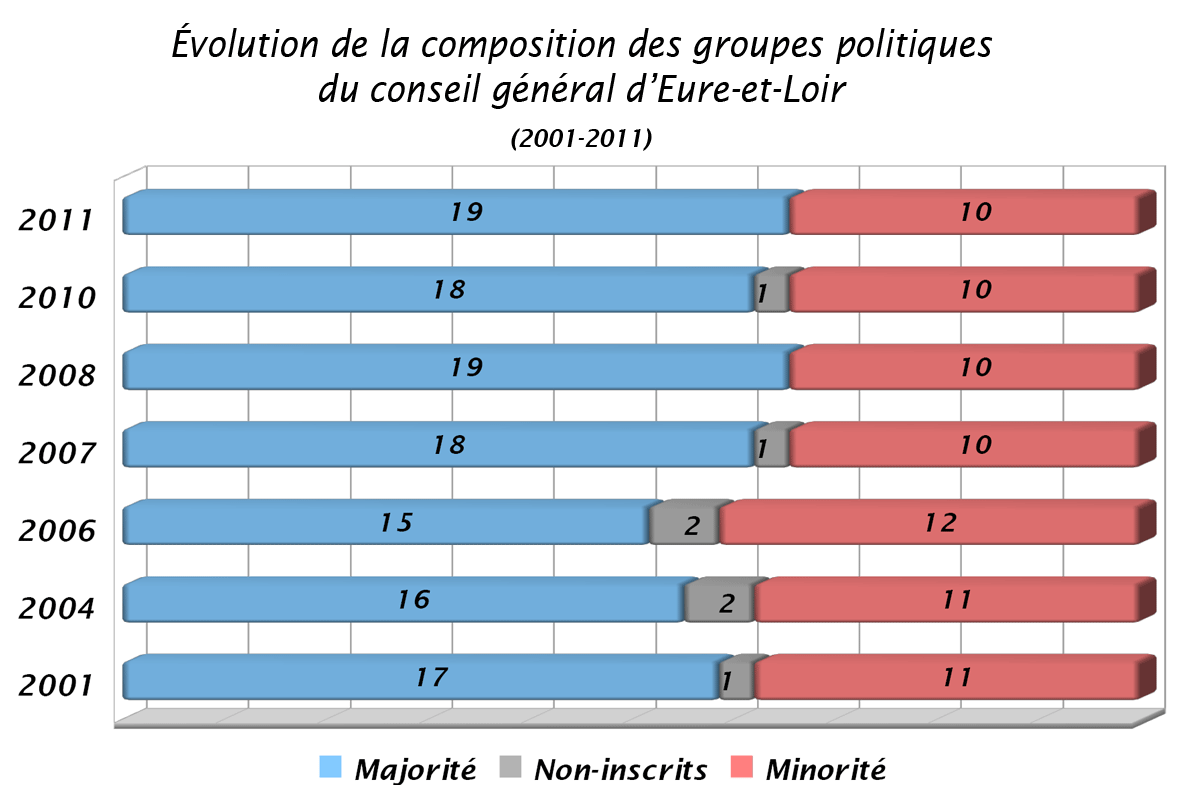
Évolution de la composition des groupes politiques 2001-2011

Depuis l'élection du RPR Martial Taugourdeau en 1986, l'assemblée départementale n'a pas connu d'alternance. Depuis 2001, sous la présidence de l'UMP Albéric de Montgolfier, à contre-courant des vagues nationales favorables à la gauche, la majorité s'est renforcée, en remportant des sièges sur la minorité, mais surtout en s'élargissant à des élus siégeant précédemment en tant que non-inscrits, voire dans l'opposition. Depuis 2008, la majorité départementale est réunie au sein d'un groupe politique transpartisan «Gagner avec l'Eure-et-Loir (GAEL) - Majorité départementale».

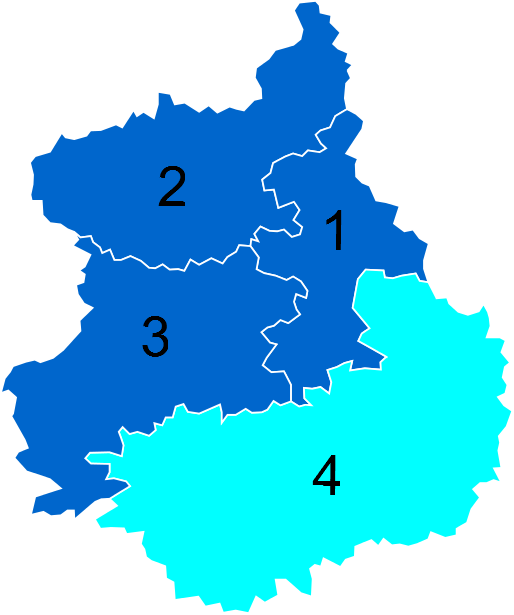
Résultats des élections législatives en Eure-et-Loir en juin 2012
Union pour un mouvement populaire
Nouveau Centre

Cette «droitisation» du département trouve une confirmation par l'élection de quatre députés (3 UMP et 1 UDI-NC) de l'opposition nationale en juin 2012, alors que traditionnellement, les électeurs des 1re et 3e circonscriptions, voire de la 4e, avaient une inclination à suivre les vagues nationales favorables à la gauche. Au premier tour, la droite parlementaire rassemble 41,02 % des suffrages exprimés (34,66 % au niveau national), la majorité présidentielle 32,43 % (39,86 % au niveau national).
Lors des scrutins plus récents, la droite et le centre-droit ont aussi renforcé leurs positions. 
Ce fut le cas aux élections municipales de mars 2014, ce que traduit l'élection en septembre de la même année, de trois sénateurs UMP, alors que le scrutin proportionnel, mis en œuvre pour la première fois en Eure-et-Loir, aurait pu mécaniquement avantager les listes de gauche.
Aux européennes de juin 2014, la liste UMP, bien qu'en deuxième position, a réalisé un score plus élevé en Eure-et-Loir (23,22 %) qu'au niveau national (20,81 %). Il en est de même pour la liste UDI-MoDem, qui y réalise 10,26 % contre 9,94 % au niveau national.
En regard, le Parti socialiste et la gauche bénéficient d'une tendance peu favorable. Lors des municipales de 2014, l'un des conseillers généraux PS, Nicolas André, a par exemple perdu la ville de Lèves, à gauche depuis 2001. Aux élections européennes de juin 2014, la liste PS a par ailleurs réalisé un score nettement moins élevé en Eure-et-Loir (11,64 %) qu'au niveau national (13,98 %). Il en va de même pour Europe Écologie Les Verts (6,36 % contre 8,95 %) ou le Front de gauche (5,29 % contre 6,33 %).
Le département est aussi marqué par un ancrage historique fort du Front national, qui a eu une conseillère générale de 1994 à 2001 en la personne de Marie-France Stirbois. Depuis son départ pour Nice en 2001, l'implantation locale du FN a décliné. Elle ne s'est pas sensiblement renforcée lors des municipales de mars 2014. Cependant, le parti compte depuis juin 2014 un député européen en la personne de Philippe Loiseau, dont la liste a réalisé un score de 27,12 %, plus élevé qu'au niveau national (24,86 %).

#### Majorité départementale (GAEL), UMP, UDI, divers droite

Logotype de la majorité départementale

La majorité départementale sortante, réunie sous l'étiquette « Gagner avec l'Eure-et-Loir » (GAEL) a communiqué le 14 mars 2015 la liste des candidats qu'elle soutient officiellement: 
- Anet : Évelyne Lefebvre et Francis Pequenard ;
- Auneau : Dominique Leblond et Sylvie Marin ;
- Brou : Françoise Hamelin et Claude Térouinard ;
- Chartres 1 : Karine Dorange et Daniel Guéret ;
- Chartres 2 : Élisabeth Fromont et Franck Masselus ;
- Chartres 3 : Élisabeth Barrault et Rémi Martial ;
- Châteaudun : Alice Baudet et Joël Billard ;
- Dreux 1 : Christophe Le Dorven et Florence Henri ;
- Dreux 2 : Sylvie Honneur et Jacques Lemare ;
- Épernon : Claudette Ferey et Jean-Paul Mallet ;
- Illiers-Combray : Laure de La Raudière et Bernard Puyenchet ;
- Nogent-le-Rotrou : Pascale de Souancé et Luc Lamirault ;
- Saint-Lubin-des-Joncherets : Christelle Minard et Gérard Sourisseau ;
- Voves : Delphine Breton et Albéric de Montgolfier.

Bien que les élus UMP et UDI siègent actuellement dans le même groupe « Gagner avec l'Eure-et-Loir », ces deux partis ont parfois investi des candidats concurrents ou concurrents des candidats soutenus par la majorité départementale. C'est le cas à Auneau et Épernon où l'UMP a investi un binôme face à celui soutenu par l'UDI et la majorité départementale. C'est également le cas à Lucé où l'UDI et l'UMP ont respectivement investi un binôme (aucun n'étant publiquement soutenu par la majorité départementale).
Au total l'UMP a investi ou soutient des candidats dans 14 cantons sur 15, l'UDI dans 9 cantons sur 15.
En dehors des investitures et soutiens de la majorité départementale, de l'UMP ou de l'UDI, il n'existe qu'une candidature divers droite indépendante, sur le canton d'Anet.
Selon le journal Le Monde, la victoire de la droite serait assurée. Le scrutin permettra d'établir le rapport de force entre les proches du député, maire de Chartres, Jean-Pierre Gorges et ceux du président sortant du conseil général Albéric de Montgolfier, au sein de l'UMP locale. Sur les 24 candidats soutenus par l'UMP et la majorité départementale, 6 candidats sont proches du maire de Chartres : cinq adjoints au maire de Chartres sont candidats (dont Daniel Guéret, par ailleurs président du comité départemental de l'UMP) auquel il est possible d'ajouter Rémi Martial, ancien conseiller municipal de Chartres, actuel maire de Lèves et candidat sur le canton de Chartres 3. Sur les cantons de Lucé, Auneau et d'Épernon, les candidats UMP non soutenus par Albéric de Montgolfier, sont également considérés comme proches de Jean-Pierre Gorges qui a soutenu leur investiture. Au total, ses candidats sont donc positionnés dans 6 cantons sur 15.

#### ELAN, PS, PRG, divers gauche

Logotype des listes « Eure-et-Loir ambition nouvelle »

La minorité sortante (groupe des élus de gauche PS, divers-gauche, PRG) se présente aux élections sous la bannière « Eure-et-Loir ambition nouvelle » (ELAN), et a publiquement communiqué une liste officielle de candidats qu'elle soutient le 7 mars 2015 :
- Anet : Nicolas Groch, Sylvie Legros
- Auneau : Sylviane Boens, Yves Marie ;
- Chartres 1 : Christian Gigon, Sandra Renda ;
- Chartres 2 : André Chaubeau, Annie Despocq ;
- Chartres 3 : Nicolas André, Maryse Legrand ;
- Châteaudun : Michèle Simonin, Fabien Verdier ;
- Dreux 1 : Gisèle Boullais, Daniel Frard ;
- Dreux 2 : Alain Fillon, Nora Husson ;
- Épernon : Michel Deprez, Michèle Martin ;
- Illiers-Combray : Jacky Jaulneau, Nathalie Martins ;
- Lucé : Marie-Pierre Lemaître-Lezin, Xavier Roux ;
- Nogent-le-Rotrou : Corinne Lamirault, Philippe Ruhlmann ;
- Voves : Annie Fleury, Henri Kaminska.

La minorité n'a donc pas été en mesure de présenter des candidats dans les cantons de Brou et Saint-Lubin-des-Joncherets.
La très grande majorité des candidats de l'ELAN sont membres du PS ou étiquetés divers gauche. Le Parti radical de gauche (qui est à la tête de plusieurs villes dans le département : Lucé, Nogent-le-Rotrou, Champhol) est représenté sur le canton de Chartres 1 par Christian Gigon (conseiller général sortant) et Dreux 2 (Nora Husson). Europe Écologie Les Verts compte également une candidate sur ce même canton en la personne de Sandra Renda (conseillère régionale).

#### Front de gauche

Logotype du Front de gauche

Le Front de gauche est quant à lui présent dans 14 cantons sur 15 (pas de candidat sur Saint-Lubin-des-Joncherets). Principalement représenté par des membres du PCF, il est également allié à Europe Écologie Les Verts sur le canton de Dreux-2. Le Parti de gauche est représenté sur le canton de Brou (Willy Proust) où il se présente en binôme avec Ensemble (Micheline Cognard) ainsi que par Marie-France Mouly sur le canton d'Épernon. Ensemble présente également un candidat sur le canton de Chartres-2.

#### Front national

Logotype du Front national pour les élections départementales 2015

Le Front national est présent dans tous les cantons. Selon le journal Le Monde, il « vise le second tour dans les trois quarts des cantons, et espère en décrocher deux. »

#### Sortants, personnalités
Sur 29 conseillers généraux sortants, 19 se représentent (11 de la majorité sortante, 8 de la minorité), soit 65,5 % (12 % au niveau national). Dix-huit le sont sur un canton correspondant au moins partiellement au canton sur lequel ils sont actuellement élus, un (Jacques Lemare sur Dreux-2) se présente sur un autre canton. Les élus sortants représentent donc 15,3 % des candidatures (22 % au niveau national).
Albéric de Montgolfier, président sortant du conseil général et sénateur, est candidat sur le canton de Voves. Deux députés sont également candidats. Laure de La Raudière en tant que candidate titulaire sur le canton d'Illiers-Combray et Olivier Marleix, en tant que candidat remplaçant sur celui d'Anet (dont il a été conseiller général jusqu'en mars 2014). Un ancien sénateur, Joël Billard (sur Châteaudun) et un ancien député, Jacky Jaulneau (sur Illiers-Combray) sont également candidats.
Jean-Pierre Deutsch, père de l'acteur et écrivain Lorànt Deutsch, est candidat sans étiquette (répertorié divers droite par la préfecture) sur le canton d'Anet.

### Redécoupage des cantons
Le redécoupage des cantons corrige les disparités démographiques très importantes qui existaient jusqu'alors (2 255 hab. pour le canton le moins peuplé à 31 730 pour le plus peuplé). Il pourrait conduire à un rééquilibrage politique, qui au vu de l'étiquette politique des conseillers généraux sortants, pourrait favoriser la gauche.
En effet, plusieurs cantons, trop peu peuplés, disparaissent au profit de cantons plus grands : La Ferté-Vidame, Authon-du-Perche, Orgères-en-Beauce, Voves, Janville, Senonches, Thiron-Gardais, La Loupe, Brezolles, Cloyes-sur-le-Loir, Bonneval, etc. Cette suppression de «petits cantons» limitera arithmétiquement la représentation des zones rurales, souvent favorables à la majorité sortante.
A contrario, des zones plus densément peuplées, comme les franges franciliennes (anciens cantons de Nogent-le-Roi, Maintenon et Auneau) auront 4 élus au lieu de 3. Il en va de même pour les agglomérations chartraine (5 conseillers généraux actuellement, 8 conseillers départementaux à l'issue des élections de 2015) et drouaise (4 conseillers départementaux au lieu des 3 conseillers généraux sortants). Sociologiquement, ces zones sont traditionnellement plus favorables à la gauche, qui y a d'ailleurs conservé des villes importantes lors des dernières élections municipales (Lucé, Vernouillet, Mainvilliers).

### Assemblée départementale sortante
Avant les élections, le conseil général d'Eure-et-Loir est présidé par Albéric de Montgolfier (UMP). Il comprend 29 conseillers généraux issus des 29 cantons d'Eure-et-Loir. Après le redécoupage cantonal de 2014, ce sont 30 conseillers qui seront élus au sein des 15 nouveaux cantons d'Eure-et-Loir.

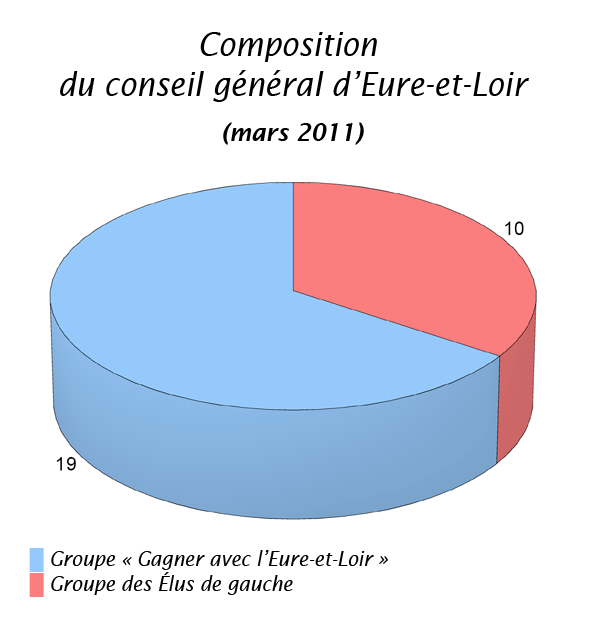
Composition de l'assemblée départementale à la suite du renouvellement de mars 2011

| Parti | Sigle | Sigle | Élus |
| --- | ----- | ----- | ---- |
| Majorité (19 sièges) |       |       |      |
| Union pour un mouvement populaire Élisabeth Fromont, Jean-Pierre Jallot, Jacques Lemare, Jean-François Manceau, Franck Masselus, Albéric de Montgolfier, Xavier Nicolas, Claude Térouinard |       | UMP   | 8    |
| Union des démocrates et indépendants Michel Boisard, Françoise Hamelin (apparentée), Marc Guerrini, Dominique Leblond, Laurent Leclercq                                                    |       | UDI   | 5    |
| Divers droite Éric Gérard, Luc Lamirault, Gérard Sourisseau |       | DVD   | 3    |
| Mouvement démocrate (France) Jean-Pierre Gaboriau |       | MoDem | 1    |
| Sans étiquette Évelyne Lefèbvre, Jean-Paul Mallet |       | SE    | 2    |
| Opposition (10 sièges) |       |       |      |
| Parti socialiste Nicolas André, Michel Deprez, Serge Fauve, Alain Fillon, Daniel Frard, Jacky Jaulneau                                                                                     |       | PS    | 6    |
| Divers gauche Dominique Dousset, Xavier Roux, Philippe Ruhlmann |       | DVG   | 3    |
| Parti radical de gauche Christian Gigon |       | PRG   | 1    |
| Président du conseil général |       |       |      |
| Albéric de Montgolfier (UMP) |       |       |      |

### Assemblée départementale élue
| Parti                                | Sigle | Sigle | Élus |
| ------------------------------------ | ----- | ----- | ---- |
| Majorité (28 sièges)                 |       |       |      |
| Union pour un mouvement populaire    |       | UMP   | 22   |
| Union des démocrates et indépendants |       | UDI   | 3    |
| Divers droite                        |       | DVD   | 3    |
| Opposition (2 sièges)                |       |       |      |
| Divers gauche                        |       | DVG   | 2    |
| Président du conseil départemental   |       |       |      |
| Albéric de Montgolfier (UMP)         |       |       |      |

## Résultats à l'échelle du département

### Résultats par nuances du ministère de l'Intérieur
Les nuances utilisées par le ministère de l'Intérieur ne tiennent pas compte des alliances locales.
| Binômes     | Binômes            | Premier tour | Premier tour | Second tour | Second tour | Sièges |
| Binômes     | Binômes            | Voix         | %            | Voix        | %           | Sièges |
| ----------- | ------------------ | ------------ | ------------ | ----------- | ----------- | ------ |
|             | UMP                | 33 451       | 24,23        | 40 858      | 35,65       | 18     |
|             | Union de la droite | 15 929       | 11,54        | 14 857      | 12,96       | 8      |
|             | DVD                | 9 006        | 6,52         | 4 493       | 3,92        | 2      |
|             | UC                 | 1 915        | 1,39         |             |             |        |
| Droite      | Droite             | 60 301       | 43,68        | 60 208      | 52,53       | 28     |
|             |                    |              |              |             |             |        |
|             | FN                 | 40 141       | 29,08        | 31 802      | 27,75       | 0      |
|             |                    |              |              |             |             |        |
|             | DVG                | 16 362       | 11,85        | 12 628      | 11,02       | 2      |
|             | PS                 | 10 038       | 7,27         | 6 224       | 5,43        | 0      |
|             | FG                 | 7 740        | 5,61         |             |             |        |
|             | Union de la gauche | 3 172        | 2,30         | 3 751       | 3,27        | 0      |
| Gauche      | Gauche             | 37 312       | 27,03        | 22 603      | 19,72       | 2      |
|             |                    |              |              |             |             |        |
|             | EXG                | 306          | 0,22         |             |             |        |
|             |                    |              |              |             |             |        |
| Inscrits    | Inscrits           | 298 905      | 100,00       | 257 079     | 100,00      |        |
| Abstentions | Abstentions        | 153 760      | 51,44        | 131 994     | 51,34       |        |
| Votants     | Votants            | 145 145      | 48,56        | 125 085     | 48,66       |        |
| Blancs      | Blancs             | 4 918        | 3,39         | 7 217       | 5,77        |        |
| Nuls        | Nuls               | 2 167        | 1,49         | 3 255       | 2,60        |        |
| Exprimés    | Exprimés           | 138 060      | 95,12        | 114 613     | 91,63       |        |

### Résultats par canton
| Canton                     | Conseiller sortant     | Parti                  | Parti       | Conseiller élu              | Parti           | Parti           |
| -------------------------- | ---------------------- | ---------------------- | ----------- | --------------------------- | --------------- | --------------- |
| Anet                       | Évelyne Lefebvre       |                        | UMP         | Évelyne Lefebvre            |                 | UMP             |
| Anet                       | Évelyne Lefebvre       | Francis Pecquenard     | UMP         |                             | UMP             |                 |
| Auneau                     | Dominique Leblond      |                        | UDI         | Catherine Aubijoux          |                 | UMP             |
| Auneau                     | Dominique Leblond      | Stéphane Lemoine       | UDI         |                             | UMP             |                 |
| Authon-du-Perche           | Françoise Hamelin      |                        | UDI         | Canton supprimé             | Canton supprimé | Canton supprimé |
| Bonneval                   | Michel Boisard*        |                        | UDI         | Canton supprimé             | Canton supprimé | Canton supprimé |
| Brezolles                  | Gérard Sourisseau      |                        | DVD         | Canton supprimé             | Canton supprimé | Canton supprimé |
| Brou                       | Dominique Dousset*     |                        | DVG         | Françoise Hamelin           |                 | UDI             |
| Brou                       | Dominique Dousset*     | Claude Térouinard      | DVG         |                             | UMP             |                 |
| Chartres-1                 | Canton créé            | Canton créé            | Canton créé | Karine Dorange              |                 | UMP             |
| Chartres-1                 | Canton créé            | Canton créé            | Canton créé | Daniel Guéret               |                 | UMP             |
| Chartres-2                 | Canton créé            | Canton créé            | Canton créé | Élisabeth Fromont           |                 | UMP             |
| Chartres-2                 | Canton créé            | Canton créé            | Canton créé | Franck Masselus             |                 | UMP             |
| Chartres-3                 | Canton créé            | Canton créé            | Canton créé | Élisabeth Barrault          |                 | UMP             |
| Chartres-3                 | Canton créé            | Canton créé            | Canton créé | Rémi Martial                |                 | UMP             |
| Chartres-Nord-Est          | Christian Gigon        |                        | PRG         | Canton supprimé             | Canton supprimé | Canton supprimé |
| Chartres-Sud-Est           | Élisabeth Fromont      |                        | UMP         | Canton supprimé             | Canton supprimé | Canton supprimé |
| Chartres-Sud-Ouest         | Franck Masselus        |                        | UMP         | Canton supprimé             | Canton supprimé | Canton supprimé |
| Châteaudun                 | Serge Fauve*           |                        | PS          | Alice Baudet                |                 | UMP             |
| Châteaudun                 | Serge Fauve*           | Joël Billard           | PS          |                             | UMP             |                 |
| Châteauneuf-en-Thymerais   | Jean-Pierre Gaboriau*  |                        | UDI         | Canton supprimé             | Canton supprimé | Canton supprimé |
| Cloyes-sur-le-Loir         | Claude Térouinard      |                        | UMP         | Canton supprimé             | Canton supprimé | Canton supprimé |
| Courville-sur-Eure         | Jacky Jaulneau         |                        | PS          | Canton supprimé             | Canton supprimé | Canton supprimé |
| Dreux-1                    | Canton créé            | Canton créé            | Canton créé | Florence Henri              |                 | UDI             |
| Dreux-1                    | Canton créé            | Canton créé            | Canton créé | Christophe Le Dorven        |                 | UMP             |
| Dreux-2                    | Canton créé            | Canton créé            | Canton créé | Sylvie Honneur              |                 | UMP             |
| Dreux-2                    | Canton créé            | Canton créé            | Canton créé | Jacques Lemare              |                 | UMP             |
| Dreux-Est                  | Alain Fillon           |                        | PS          | Canton supprimé             | Canton supprimé | Canton supprimé |
| Dreux-Ouest                | Jacques Lemare         |                        | UMP         | Canton supprimé             | Canton supprimé | Canton supprimé |
| Dreux-Sud                  | Daniel Frard           |                        | PS          | Canton supprimé             | Canton supprimé | Canton supprimé |
| Épernon                    | Canton créé            | Canton créé            | Canton créé | Anne Bracco                 |                 | UMP             |
| Épernon                    | Canton créé            | Canton créé            | Canton créé | Jean-Noël Marie             |                 | UMP             |
| Illiers-Combray            | Jean-François Manceau* |                        | UMP         | Laure de La Raudière        |                 | UMP             |
| Illiers-Combray            | Jean-François Manceau* | Bernard Puyenchet      | UMP         |                             | UMP             |                 |
| Janville                   | Laurent Leclercq*      |                        | UDI         | Canton supprimé             | Canton supprimé | Canton supprimé |
| La Ferté-Vidame            | Jean-Pierre Jallot*    |                        | UMP         | Canton supprimé             | Canton supprimé | Canton supprimé |
| La Loupe                   | Eric Gérard*           |                        | DVD         | Canton supprimé             | Canton supprimé | Canton supprimé |
| Lucé                       | Xavier Roux            |                        | PS          | Marie-Pierre Lemaître-Lezin |                 | DVG             |
| Lucé                       | Xavier Roux            | Xavier Roux            | PS          |                             | DVG             |                 |
| Maintenon                  | Michel Deprez          |                        | PS          | Canton supprimé             | Canton supprimé | Canton supprimé |
| Mainvilliers               | Nicolas André          |                        | PS          | Canton supprimé             | Canton supprimé | Canton supprimé |
| Nogent-le-Roi              | Jean-Paul Mallet       |                        | SE          | Canton supprimé             | Canton supprimé | Canton supprimé |
| Nogent-le-Rotrou           | Philippe Ruhlmann      |                        | DVG         | Pascale de Souancé          |                 | DVD             |
| Nogent-le-Rotrou           | Philippe Ruhlmann      | Luc Lamirault          | DVG         |                             | DVD             |                 |
| Orgères-en-Beauce          | Albéric de Montgolfier |                        | UMP         | Canton supprimé             | Canton supprimé | Canton supprimé |
| Saint-Lubin-des-Joncherets | Canton créé            | Canton créé            | Canton créé | Christelle Minard           |                 | UMP             |
| Saint-Lubin-des-Joncherets | Canton créé            | Canton créé            | Canton créé | Gérard Sourisseau           |                 | DVD             |
| Senonches                  | Xavier Nicolas*        |                        | UMP         | Canton supprimé             | Canton supprimé | Canton supprimé |
| Thiron-Gardais             | Luc Lamirault          |                        | DVD         | Canton supprimé             | Canton supprimé | Canton supprimé |
| Voves                      | Marc Guerrini*         |                        | UDI         | Delphine Breton             |                 | UDI             |
| Voves                      | Marc Guerrini*         | Albéric de Montgolfier | UDI         |                             | UMP             |                 |

* Conseillers généraux sortants ne se représentant pas

## Résultats par canton

### Canton d'Anet
| Candidats            | Candidats           | Partis      | Partis      | Premier tour | Premier tour | Second tour | Second tour |
| Candidats            | Candidats           | Partis      | Partis      | Voix         | %            | Voix        | %           |
| -------------------- | ------------------- | ----------- | ----------- | ------------ | ------------ | ----------- | ----------- |
| 1                    | Rozenn de Miniac    |             | FN          | 2 665        | 31,45        | 2 874       | 35.31       |
| 1                    | Philippe Leroy      |             | FN          | 2 665        | 31,45        | 2 874       | 35.31       |
| 2                    | Maryse Guignard     |             | PCF         | 388          | 4,58         |             |             |
| 2                    | Serge Vidal         |             | PCF         | 388          | 4,58         |             |             |
| 3                    | Nicolas Groch       |             | PS          | 1 105        | 13,04        |             |             |
| 3                    | Sylvie Legros       |             | PS          | 1 105        | 13,04        |             |             |
| 4                    | Delphine Dautelle   |             | DVD         | 668          | 7,88         |             |             |
| 4                    | Jean-Pierre Deutsch |             | DVD         | 668          | 7,88         |             |             |
| 5                    | Évelyne Lefebvre*   |             | DVD         | 3 649        | 43,06        | 5 266       | 64.69       |
| 5                    | Francis Pecquenard  |             | UMP         | 3 649        | 43,06        | 5 266       | 64.69       |
|                      |                     |             |             |              |              |             |             |
| Inscrits             | Inscrits            | Inscrits    | Inscrits    | 17 879       | 100,00       | 17 879      | 100,00      |
| Abstentions          | Abstentions         | Abstentions | Abstentions | 9 111        | 50,96        | 8 964       | 50.14       |
| Votants              | Votants             | Votants     | Votants     | 8 768        | 49,04        | 8 915       | 49.86       |
| Blancs               | Blancs              | Blancs      | Blancs      | 209          | 2,38         | 522         | 5.86        |
| Nuls                 | Nuls                | Nuls        | Nuls        | 84           | 0,96         | 253         | 2.84        |
| Exprimés             | Exprimés            | Exprimés    | Exprimés    | 8 475        | 96,66        | 8 140       | 91.31       |
| * conseiller sortant |                     |             |             |              |              |             |             |

### Canton d'Auneau
| Candidats            | Candidats           | Partis      | Partis      | Premier tour | Premier tour | Second tour | Second tour |
| Candidats            | Candidats           | Partis      | Partis      | Voix         | %            | Voix        | %           |
| -------------------- | ------------------- | ----------- | ----------- | ------------ | ------------ | ----------- | ----------- |
| 1                    | Catherine Aubijoux  |             | UMP         | 2 070        | 25,48        | 4 651       | 61,18       |
| 1                    | Stéphane Lemoine    |             | UMP         | 2 070        | 25,48        | 4 651       | 61,18       |
| 2                    | Jean-Paul Labalette |             | PCF         | 402          | 4,95         |             |             |
| 2                    | Catherine Stern     |             | PCF         | 402          | 4,95         |             |             |
| 3                    | Dominique Leblond*  |             | UDI         | 1 915        | 23,57        |             |             |
| 3                    | Sylvie Marin        |             | SE          | 1 915        | 23,57        |             |             |
| 4                    | Sylviane Boens      |             | DVG         | 1 413        | 17,39        |             |             |
| 4                    | Yves Marie          |             | DVG         | 1 413        | 17,39        |             |             |
| 5                    | Corinne Fouriot     |             | FN          | 2 325        | 28,62        | 2 951       | 38,82       |
| 5                    | Alain Martin        |             | FN          | 2 325        | 28,62        | 2 951       | 38,82       |
|                      |                     |             |             |              |              |             |             |
| Inscrits             | Inscrits            | Inscrits    | Inscrits    | 16 916       | 100,00       | 16 916      | 100,00      |
| Abstentions          | Abstentions         | Abstentions | Abstentions | 8 470        | 50,07        | 8 431       | 49,84       |
| Votants              | Votants             | Votants     | Votants     | 8 446        | 49,93        | 8 485       | 50,16       |
| Blancs               | Blancs              | Blancs      | Blancs      | 223          | 2,64         | 683         | 8,05        |
| Nuls                 | Nuls                | Nuls        | Nuls        | 98           | 1,16         | 200         | 2,36        |
| Exprimés             | Exprimés            | Exprimés    | Exprimés    | 8 125        | 96,2         | 7 602       | 89,59       |
| * conseiller sortant |                     |             |             |              |              |             |             |

### Canton de Brou
| Candidats            | Candidats          | Partis      | Partis      | Premier tour | Premier tour |
| Candidats            | Candidats          | Partis      | Partis      | Voix         | %            |
| -------------------- | ------------------ | ----------- | ----------- | ------------ | ------------ |
| 1                    | Françoise Hamelin* |             | UDI         | 5 020        | 52,23        |
| 1                    | Claude Térouinard* |             | UMP         | 5 020        | 52,23        |
| 2                    | Roger Cauchon      |             | FN          | 3 286        | 34,19        |
| 2                    | Karine Lefebvre    |             | FN          | 3 286        | 34,19        |
| 3                    | Micheline Cognard  |             | E!          | 1 305        | 13,58        |
| 3                    | Willy Proust       |             | PG          | 1 305        | 13,58        |
|                      |                    |             |             |              |              |
| Inscrits             | Inscrits           | Inscrits    | Inscrits    | 18 555       | 100,00       |
| Abstentions          | Abstentions        | Abstentions | Abstentions | 8 351        | 45,01        |
| Votants              | Votants            | Votants     | Votants     | 10 204       | 54,99        |
| Blancs               | Blancs             | Blancs      | Blancs      | 416          | 4,08         |
| Nuls                 | Nuls               | Nuls        | Nuls        | 177          | 1,73         |
| Exprimés             | Exprimés           | Exprimés    | Exprimés    | 9 611        | 94,19        |
| * conseiller sortant |                    |             |             |              |              |

### Canton de Chartres-1
| Candidats            | Candidats           | Partis      | Partis      | Premier tour | Premier tour | Second tour | Second tour |
| Candidats            | Candidats           | Partis      | Partis      | Voix         | %            | Voix        | %           |
| -------------------- | ------------------- | ----------- | ----------- | ------------ | ------------ | ----------- | ----------- |
| 1                    | Karine Dorange      |             | UMP         | 3 107        | 35,07        | 4 385       | 51,53       |
| 1                    | Daniel Guéret       |             | UMP         | 3 107        | 35,07        | 4 385       | 51,53       |
| 2                    | Jeanine Ammour      |             | FN          | 1 965        | 22,18        |             |             |
| 2                    | Alain Meslard       |             | FN          | 1 965        | 22,18        |             |             |
| 3                    | Christian Gigon*    |             | PRG         | 2 844        | 32,10        | 4 124       | 48,47       |
| 3                    | Sandra Renda        |             | EÉLV        | 2 844        | 32,10        | 4 124       | 48,47       |
| 4                    | Denis Barbe         |             | PCF         | 638          | 7,20         |             |             |
| 4                    | Anne-Marie Charon   |             | PCF         | 638          | 7,20         |             |             |
| 5                    | Marie-José Aubert   |             | LO          | 306          | 3,45         |             |             |
| 5                    | Vincent Chevrollier |             | LO          | 306          | 3,45         |             |             |
|                      |                     |             |             |              |              |             |             |
| Inscrits             | Inscrits            | Inscrits    | Inscrits    | 20 164       | 100,00       | 20 164      | 100,00      |
| Abstentions          | Abstentions         | Abstentions | Abstentions | 10 936       | 54,24        | 10 982      | 54,46       |
| Votants              | Votants             | Votants     | Votants     | 9 228        | 45,76        | 9 182       | 45,54       |
| Blancs               | Blancs              | Blancs      | Blancs      | 268          | 2,9          | 436         | 4,75        |
| Nuls                 | Nuls                | Nuls        | Nuls        | 100          | 1,08         | 237         | 2,58        |
| Exprimés             | Exprimés            | Exprimés    | Exprimés    | 8 860        | 96,01        | 8 509       | 92,67       |
| * conseiller sortant |                     |             |             |              |              |             |             |

### Canton de Chartres-2
| Candidats            | Candidats          | Partis      | Partis      | Premier tour | Premier tour | Second tour | Second tour |
| Candidats            | Candidats          | Partis      | Partis      | Voix         | %            | Voix        | %           |
| -------------------- | ------------------ | ----------- | ----------- | ------------ | ------------ | ----------- | ----------- |
| 1                    | Sylvie Ruel        |             | FN          | 2 289        | 25,50        | 3 449       | 28,56       |
| 1                    | Michel Thuriet     |             | FN          | 2 289        | 25,50        | 3 449       | 28,56       |
| 2                    | André Chaubeau     |             | PS          | 1 856        | 20,68        |             |             |
| 2                    | Annie Despocq      |             | PS          | 1 856        | 20,68        |             |             |
| 3                    | Élisabeth Fromont* |             | UMP         | 4 215        | 46,95        | 5 959       | 71,44       |
| 3                    | Franck Masselus    |             | UMP         | 4 215        | 46,95        | 5 959       | 71,44       |
| 4                    | Jean-David Aubert  |             | E!          | 617          | 6,87         |             |             |
| 4                    | Nabila Lakehal     |             | PCF         | 617          | 6,87         |             |             |
|                      |                    |             |             |              |              |             |             |
| Inscrits             | Inscrits           | Inscrits    | Inscrits    | 19 481       | 100,00       | 19 479      | 100,00      |
| Abstentions          | Abstentions        | Abstentions | Abstentions | 10 017       | 51,42        | 10 123      | 51,97       |
| Votants              | Votants            | Votants     | Votants     | 9 464        | 48,58        | 9 356       | 48,03       |
| Blancs               | Blancs             | Blancs      | Blancs      | 354          | 3,74         | 699         | 7,47        |
| Nuls                 | Nuls               | Nuls        | Nuls        | 133          | 1,41         | 316         | 3,38        |
| Exprimés             | Exprimés           | Exprimés    | Exprimés    | 8 977        | 94,85        | 8 341       | 89,15       |
| * conseiller sortant |                    |             |             |              |              |             |             |

### Canton de Chartres-3
| Candidats            | Candidats              | Partis      | Partis      | Premier tour | Premier tour | Second tour | Second tour |
| Candidats            | Candidats              | Partis      | Partis      | Voix         | %            | Voix        | %           |
| -------------------- | ---------------------- | ----------- | ----------- | ------------ | ------------ | ----------- | ----------- |
| 1                    | Nicolas André*         |             | PS          | 2 614        | 29,16        | 3 449       | 41,11       |
| 1                    | Maryse Legrand         |             | PS          | 2 614        | 29,16        | 3 449       | 41,11       |
| 2                    | Guylaine Raffin        |             | PCF         | 715          | 7,98         |             |             |
| 2                    | Bernard Totee          |             | PCF         | 715          | 7,98         |             |             |
| 3                    | Thibaut Brière-Saunier |             | FN          | 1 830        | 20,41        |             |             |
| 3                    | Marie-Martine Soulier  |             | FN          | 1 830        | 20,41        |             |             |
| 4                    | Élisabeth Barrault     |             | UMP         | 3 806        | 42,45        | 4 941       | 58,89       |
| 4                    | Rémi Martial           |             | UMP         | 3 806        | 42,45        | 4 941       | 58,89       |
|                      |                        |             |             |              |              |             |             |
| Inscrits             | Inscrits               | Inscrits    | Inscrits    | 20 119       | 100,00       | 20 119      | 100,00      |
| Abstentions          | Abstentions            | Abstentions | Abstentions | 10 809       | 53,73        | 11 013      | 54,74       |
| Votants              | Votants                | Votants     | Votants     | 9 310        | 46,27        | 9 106       | 45,26       |
| Blancs               | Blancs                 | Blancs      | Blancs      | 237          | 2,55         | 441         | 4,84        |
| Nuls                 | Nuls                   | Nuls        | Nuls        | 108          | 1,16         | 275         | 3,02        |
| Exprimés             | Exprimés               | Exprimés    | Exprimés    | 8 965        | 96,29        | 8 390       | 92,14       |
| * conseiller sortant |                        |             |             |              |              |             |             |

### Canton de Châteaudun
| Candidats   | Candidats         | Partis      | Partis      | Premier tour | Premier tour | Second tour | Second tour |
| Candidats   | Candidats         | Partis      | Partis      | Voix         | %            | Voix        | %           |
| ----------- | ----------------- | ----------- | ----------- | ------------ | ------------ | ----------- | ----------- |
| 1           | Fabrice de Rore   |             | FN          | 3 248        | 29,99        | 3 105       | 27,19       |
| 1           | Christiane Kuster |             | FN          | 3 248        | 29,99        | 3 105       | 27,19       |
| 2           | Michèle Simonin   |             | PS          | 3 172        | 29,28        | 3 751       | 32,85       |
| 2           | Fabien Verdier    |             | PS          | 3 172        | 29,28        | 3 751       | 32,85       |
| 3           | Dominique Garcia  |             | PCF         | 499          | 4,61         |             |             |
| 3           | Serge Lamirault   |             | PCF         | 499          | 4,61         |             |             |
| 4           | Alice Baudet      |             | UMP         | 3 913        | 36,12        | 4 563       | 39,96       |
| 4           | Joël Billard      |             | UMP         | 3 913        | 36,12        | 4 563       | 39,96       |
|             |                   |             |             |              |              |             |             |
| Inscrits    | Inscrits          | Inscrits    | Inscrits    | 21 882       | 100,00       | 21 880      | 100,00      |
| Abstentions | Abstentions       | Abstentions | Abstentions | 10 445       | 47,73        | 9 954       | 45,49       |
| Votants     | Votants           | Votants     | Votants     | 11 437       | 52,27        | 11 926      | 54,51       |
| Blancs      | Blancs            | Blancs      | Blancs      | 427          | 3,73         | 305         | 2,56        |
| Nuls        | Nuls              | Nuls        | Nuls        | 178          | 1,56         | 202         | 1,69        |
| Exprimés    | Exprimés          | Exprimés    | Exprimés    | 10 832       | 94,71        | 11 419      | 95,75       |

### Canton de Dreux-1
| Candidats            | Candidats            | Partis      | Partis      | Premier tour | Premier tour | Second tour | Second tour |
| Candidats            | Candidats            | Partis      | Partis      | Voix         | %            | Voix        | %           |
| -------------------- | -------------------- | ----------- | ----------- | ------------ | ------------ | ----------- | ----------- |
| 1                    | Florence Henri       |             | UDI         | 2 092        | 30,83        | 4 182       | 61,27       |
| 1                    | Christophe Le Dorven |             | UMP         | 2 092        | 30,83        | 4 182       | 61,27       |
| 2                    | Dominique Duplan     |             | E!          | 501          | 7,38         |             |             |
| 2                    | Derya Tosun          |             | PCF         | 501          | 7,38         |             |             |
| 3                    | Gisèle Boullais      |             | PS          | 2 013        | 29,66        |             |             |
| 3                    | Daniel Frard*        |             | PS          | 2 013        | 29,66        |             |             |
| 4                    | Joséphine Gam        |             | FN          | 2 180        | 32,12        | 2 644       | 38,73       |
| 4                    | Édouard Gladczak     |             | FN          | 2 180        | 32,12        | 2 644       | 38,73       |
|                      |                      |             |             |              |              |             |             |
| Inscrits             | Inscrits             | Inscrits    | Inscrits    | 18 583       | 100,00       | 18 583      | 100,00      |
| Abstentions          | Abstentions          | Abstentions | Abstentions | 11 474       | 61,74        | 10 958      | 58,97       |
| Votants              | Votants              | Votants     | Votants     | 7 109        | 38,26        | 7 625       | 41,03       |
| Blancs               | Blancs               | Blancs      | Blancs      | 197          | 2,77         | 527         | 6,91        |
| Nuls                 | Nuls                 | Nuls        | Nuls        | 126          | 1,77         | 272         | 3,57        |
| Exprimés             | Exprimés             | Exprimés    | Exprimés    | 6 786        | 95,46        | 6 826       | 89,52       |
| * conseiller sortant |                      |             |             |              |              |             |             |

### Canton de Dreux-2
| Candidats            | Candidats            | Partis      | Partis      | Premier tour | Premier tour | Second tour | Second tour |
| Candidats            | Candidats            | Partis      | Partis      | Voix         | %            | Voix        | %           |
| -------------------- | -------------------- | ----------- | ----------- | ------------ | ------------ | ----------- | ----------- |
| 1                    | Sylvie Honneur       |             | UMP         | 2 209        | 32,59        | 4 270       | 67,13       |
| 1                    | Jacques Lemare       |             | UMP         | 2 209        | 32,59        | 4 270       | 67,13       |
| 2                    | Mohamed Bougafer     |             | EÉLV        | 1 038        | 15,31        |             |             |
| 2                    | Gisèle Quérité       |             | PCF         | 1 038        | 15,31        |             |             |
| 3                    | Julien Auer          |             | FN          | 1 843        | 27,19        | 2 091       | 32,87       |
| 3                    | Emmanuelle Letellier |             | FN          | 1 843        | 27,19        | 2 091       | 32,87       |
| 4                    | Alain Fillon*        |             | PS          | 1 689        | 24,92        |             |             |
| 4                    | Nora Husson          |             | PRG         | 1 689        | 24,92        |             |             |
|                      |                      |             |             |              |              |             |             |
| Inscrits             | Inscrits             | Inscrits    | Inscrits    | 18 308       | 100,00       | 18 308      | 100,00      |
| Abstentions          | Abstentions          | Abstentions | Abstentions | 11 141       | 60,85        | 11 040      | 60,3        |
| Votants              | Votants              | Votants     | Votants     | 7 167        | 39,15        | 7 268       | 39,7        |
| Blancs               | Blancs               | Blancs      | Blancs      | 259          | 3,61         | 642         | 8,83        |
| Nuls                 | Nuls                 | Nuls        | Nuls        | 129          | 1,8          | 265         | 3,65        |
| Exprimés             | Exprimés             | Exprimés    | Exprimés    | 6 779        | 94,59        | 6 361       | 87,52       |
| * conseiller sortant |                      |             |             |              |              |             |             |

### Canton d'Épernon
| Candidats            | Candidats           | Partis      | Partis      | Premier tour | Premier tour | Second tour | Second tour |
| Candidats            | Candidats           | Partis      | Partis      | Voix         | %            | Voix        | %           |
| -------------------- | ------------------- | ----------- | ----------- | ------------ | ------------ | ----------- | ----------- |
| 1                    | Anne Bracco         |             | UMP         | 2 787        | 24,52        | 7 127       | 68,87       |
| 1                    | Jean-Noël Marie     |             | UMP         | 2 787        | 24,52        | 7 127       | 68,87       |
| 2                    | Marie-Claire Chabot |             | FN          | 2 769        | 24,36        | 3 222       | 31,13       |
| 2                    | Jean-Pierre Schmitt |             | FN          | 2 769        | 24,36        | 3 222       | 31,13       |
| 3                    | Michel Deprez*      |             | PS          | 2 631        | 23,15        |             |             |
| 3                    | Michèle Martin      |             | DVG         | 2 631        | 23,15        |             |             |
| 4                    | Fabien Lecomte      |             | PCF         | 594          | 5,23         |             |             |
| 4                    | Marie-Luce Mouly    |             | PG          | 594          | 5,23         |             |             |
| 5                    | Claudette Ferey     |             | DVD         | 2 585        | 22,74        |             |             |
| 5                    | Jean-Paul Mallet*   |             | DVD         | 2 585        | 22,74        |             |             |
|                      |                     |             |             |              |              |             |             |
| Inscrits             | Inscrits            | Inscrits    | Inscrits    | 24 694       | 100,00       | 24 689      | 100,00      |
| Abstentions          | Abstentions         | Abstentions | Abstentions | 12 912       | 52,29        | 12 940      | 52,41       |
| Votants              | Votants             | Votants     | Votants     | 11 782       | 47,71        | 11 749      | 47,59       |
| Blancs               | Blancs              | Blancs      | Blancs      | 299          | 2,54         | 1 033       | 8,79        |
| Nuls                 | Nuls                | Nuls        | Nuls        | 117          | 0,99         | 367         | 3,12        |
| Exprimés             | Exprimés            | Exprimés    | Exprimés    | 11 366       | 96,47        | 10 349      | 88,08       |
| * conseiller sortant |                     |             |             |              |              |             |             |

### Canton d'Illiers-Combray
| Candidats            | Candidats            | Partis      | Partis      | Premier tour | Premier tour | Second tour | Second tour |
| Candidats            | Candidats            | Partis      | Partis      | Voix         | %            | Voix        | %           |
| -------------------- | -------------------- | ----------- | ----------- | ------------ | ------------ | ----------- | ----------- |
| 1                    | Valérie Caron        |             | FN          | 2 649        | 28,37        | 2 637       | 27,27       |
| 1                    | Arnaud Dameron       |             | FN          | 2 649        | 28,37        | 2 637       | 27,27       |
| 2                    | Anne-Marie Dallara   |             | PCF         | 466          | 4,99         |             |             |
| 2                    | Pascal Emmanuel      |             | PCF         | 466          | 4,99         |             |             |
| 3                    | Jacky Jaulneau*      |             | PS          | 2 450        | 26,24        | 2 775       | 28,69       |
| 3                    | Nathalie Martins     |             | PS          | 2 450        | 26,24        | 2 775       | 28,69       |
| 4                    | Laure de La Raudière |             | UMP         | 3 771        | 40,39        | 4 259       | 44,04       |
| 4                    | Bernard Puyenchet    |             | UMP         | 3 771        | 40,39        | 4 259       | 44,04       |
|                      |                      |             |             |              |              |             |             |
| Inscrits             | Inscrits             | Inscrits    | Inscrits    | 18 817       | 100,00       | 18 818      | 100,00      |
| Abstentions          | Abstentions          | Abstentions | Abstentions | 9 084        | 48,28        | 8 874       | 47,16       |
| Votants              | Votants              | Votants     | Votants     | 9 733        | 51,72        | 9 944       | 52,84       |
| Blancs               | Blancs               | Blancs      | Blancs      | 304          | 3,12         | 212         | 2,13        |
| Nuls                 | Nuls                 | Nuls        | Nuls        | 93           | 0,96         | 61          | 0,61        |
| Exprimés             | Exprimés             | Exprimés    | Exprimés    | 9 336        | 95,92        | 9 671       | 97,25       |
| * conseiller sortant |                      |             |             |              |              |             |             |

### Canton de Lucé
| Candidats   | Candidats                   | Partis      | Partis      | Premier tour | Premier tour | Second tour | Second tour |
| Candidats   | Candidats                   | Partis      | Partis      | Voix         | %            | Voix        | %           |
| ----------- | --------------------------- | ----------- | ----------- | ------------ | ------------ | ----------- | ----------- |
| 1           | Christelle Foucault         |             | DVD         | 1 916        | 22,48        |             |             |
| 1           | Bertrand Massot             |             | UDI         | 1 916        | 22,48        |             |             |
| 2           | Nicole Desbuquoy            |             | UMP         | 1 840        | 21,59        |             |             |
| 2           | Stéphane Lantz              |             | UMP         | 1 840        | 21,59        |             |             |
| 3           | Marie-Pierre Lemaître-Lezin |             | DVG         | 1 974        | 23,16        | 4 712       | 59,75       |
| 3           | Xavier Roux                 |             | DVG         | 1 974        | 23,16        | 4 712       | 59,75       |
| 4           | Pierre Bahoum               |             | E!          | 584          | 6,85         |             |             |
| 4           | Mylène Chartrain            |             | PCF         | 584          | 6,85         |             |             |
| 5           | Guylaine Bercher            |             | FN          | 2 210        | 25,93        | 3 174       | 40,25       |
| 5           | Guy Rouxel                  |             | FN          | 2 210        | 25,93        | 3 174       | 40,25       |
|             |                             |             |             |              |              |             |             |
| Inscrits    | Inscrits                    | Inscrits    | Inscrits    | 19 055       | 100,00       | 19 051      | 100,00      |
| Abstentions | Abstentions                 | Abstentions | Abstentions | 10 229       | 53,68        | 9 991       | 52,44       |
| Votants     | Votants                     | Votants     | Votants     | 8 826        | 46,32        | 9 060       | 47,56       |
| Blancs      | Blancs                      | Blancs      | Blancs      | 191          | 2,16         | 813         | 8,97        |
| Nuls        | Nuls                        | Nuls        | Nuls        | 111          | 1,26         | 361         | 3,98        |
| Exprimés    | Exprimés                    | Exprimés    | Exprimés    | 8 524        | 96,58        | 7 886       | 87,04       |

### Canton de Nogent-le-Rotrou
| Candidats            | Candidats          | Partis      | Partis      | Premier tour | Premier tour | Second tour | Second tour |
| Candidats            | Candidats          | Partis      | Partis      | Voix         | %            | Voix        | %           |
| -------------------- | ------------------ | ----------- | ----------- | ------------ | ------------ | ----------- | ----------- |
| 1                    | Michel Castre      |             | PCF         | 528          | 4,88         |             |             |
| 1                    | Cécile Saint-Omer  |             | PCF         | 528          | 4,88         |             |             |
| 2                    | Corinne Lamirault  |             | DVG         | 3 331        | 30,77        | 3 792       | 33,58       |
| 2                    | Philippe Ruhlmann* |             | DVG         | 3 331        | 30,77        | 3 792       | 33,58       |
| 3                    | Laurent Auguste    |             | FN          | 3 130        | 28,91        | 3 009       | 26,64       |
| 3                    | Morgane Imart      |             | FN          | 3 130        | 28,91        | 3 009       | 26,64       |
| 4                    | Pascale de Souancé |             | DVD         | 3 837        | 35,44        | 4 493       | 39,78       |
| 4                    | Luc Lamirault      |             | DVD         | 3 837        | 35,44        | 4 493       | 39,78       |
|                      |                    |             |             |              |              |             |             |
| Inscrits             | Inscrits           | Inscrits    | Inscrits    | 20 883       | 100,00       | 20 876      | 100,00      |
| Abstentions          | Abstentions        | Abstentions | Abstentions | 9 552        | 45,74        | 9 201       | 44,07       |
| Votants              | Votants            | Votants     | Votants     | 11 331       | 54,26        | 11 675      | 55,93       |
| Blancs               | Blancs             | Blancs      | Blancs      | 365          | 3,22         | 262         | 2,24        |
| Nuls                 | Nuls               | Nuls        | Nuls        | 140          | 1,24         | 119         | 1,02        |
| Exprimés             | Exprimés           | Exprimés    | Exprimés    | 10 826       | 95,54        | 11 294      | 96,74       |
| * conseiller sortant |                    |             |             |              |              |             |             |

### Canton de Saint-Lubin-des-Joncherets
| Candidats            | Candidats               | Partis      | Partis      | Premier tour | Premier tour |
| Candidats            | Candidats               | Partis      | Partis      | Voix         | %            |
| -------------------- | ----------------------- | ----------- | ----------- | ------------ | ------------ |
| 1                    | Christelle Minard       |             | UMP         | 5 997        | 59,00        |
| 1                    | Gérard Sourisseau*      |             | DVD         | 5 997        | 59,00        |
| 2                    | Christophe Rouaud       |             | FN          | 4 167        | 41,00        |
| 2                    | Pascale Van Der Bauvede |             | FN          | 4 167        | 41,00        |
|                      |                         |             |             |              |              |
| Inscrits             | Inscrits                | Inscrits    | Inscrits    | 23 249       | 100,00       |
| Abstentions          | Abstentions             | Abstentions | Abstentions | 11 962       | 51,45        |
| Votants              | Votants                 | Votants     | Votants     | 11 287       | 48,55        |
| Blancs               | Blancs                  | Blancs      | Blancs      | 721          | 6,39         |
| Nuls                 | Nuls                    | Nuls        | Nuls        | 402          | 3,56         |
| Exprimés             | Exprimés                | Exprimés    | Exprimés    | 10 164       | 90,05        |
| * conseiller sortant |                         |             |             |              |              |

### Canton de Voves
| Candidats   | Candidats               | Partis      | Partis      | Premier tour | Premier tour | Second tour | Second tour |
| Candidats   | Candidats               | Partis      | Partis      | Voix         | %            | Voix        | %           |
| ----------- | ----------------------- | ----------- | ----------- | ------------ | ------------ | ----------- | ----------- |
| 1           | Delphine Breton         |             | UDI         | 4 904        | 47           | 6 112       | 62,21       |
| 1           | Albéric de Montgolfier  |             | UMP         | 4 904        | 47           | 6 112       | 62,21       |
| 2           | Jean-Claude Cohu        |             | PCF         | 503          | 4,82         |             |             |
| 2           | Yvette Prouteau         |             | PCF         | 503          | 4,82         |             |             |
| 3           | Annie Fleury            |             | DVG         | 1 442        | 13,82        |             |             |
| 3           | Henri Kaminska          |             | DVG         | 1 442        | 13,82        |             |             |
| 4           | Cécile Assenza Poggioli |             | FN          | 3 585        | 34,36        | 3 713       | 37,79       |
| 4           | Dominique Massias       |             | FN          | 3 585        | 34,36        | 3 713       | 37,79       |
|             |                         |             |             |              |              |             |             |
| Inscrits    | Inscrits                | Inscrits    | Inscrits    | 20 320       | 100,00       | 20 317      | 100,00      |
| Abstentions | Abstentions             | Abstentions | Abstentions | 9 267        | 45,61        | 9 523       | 46,87       |
| Votants     | Votants                 | Votants     | Votants     | 11 053       | 54,39        | 10 794      | 53,13       |
| Blancs      | Blancs                  | Blancs      | Blancs      | 448          | 4,05         | 642         | 5,95        |
| Nuls        | Nuls                    | Nuls        | Nuls        | 171          | 1,55         | 327         | 3,03        |
| Exprimés    | Exprimés                | Exprimés    | Exprimés    | 10 434       | 94,4         | 9 825       | 91,02       |